# Stolzenbach (Agger)
Der Stolzenbach ist ein ca. 1 km langer, orographisch linker Nebenfluss der Agger in Lohmar im nordrhein-westfälischen Rhein-Sieg-Kreis.
.

## Geographie

### Verlauf
Der Stolzenbach entspringt südwestlich von Höfferhof. Von dort fließt er teilweise tief in die Landschaft eingeschnitten an Jüchen vorbei. Im Weiler Stolzenbach fließt der Stolzenbach dann teilweise begradigt und stellenweise unterirdisch wegen der Straße und der Bundesstraße 484. Neben dem Hauptgebäude in Stolzenbach fließt der Stolzenbach in einem mit Steinen und Felsstufen ausgestatteten begradigtem Bachbett. Nach Unterquerung der B 484 mündet der Stolzenbach bei Peisel in die Agger.

### Ortschaften und Weiler entlang des Bachlaufs
- Höfferhof
- Jüchen
- Stolzenbach
- Peisel